# Анархия — мать порядка

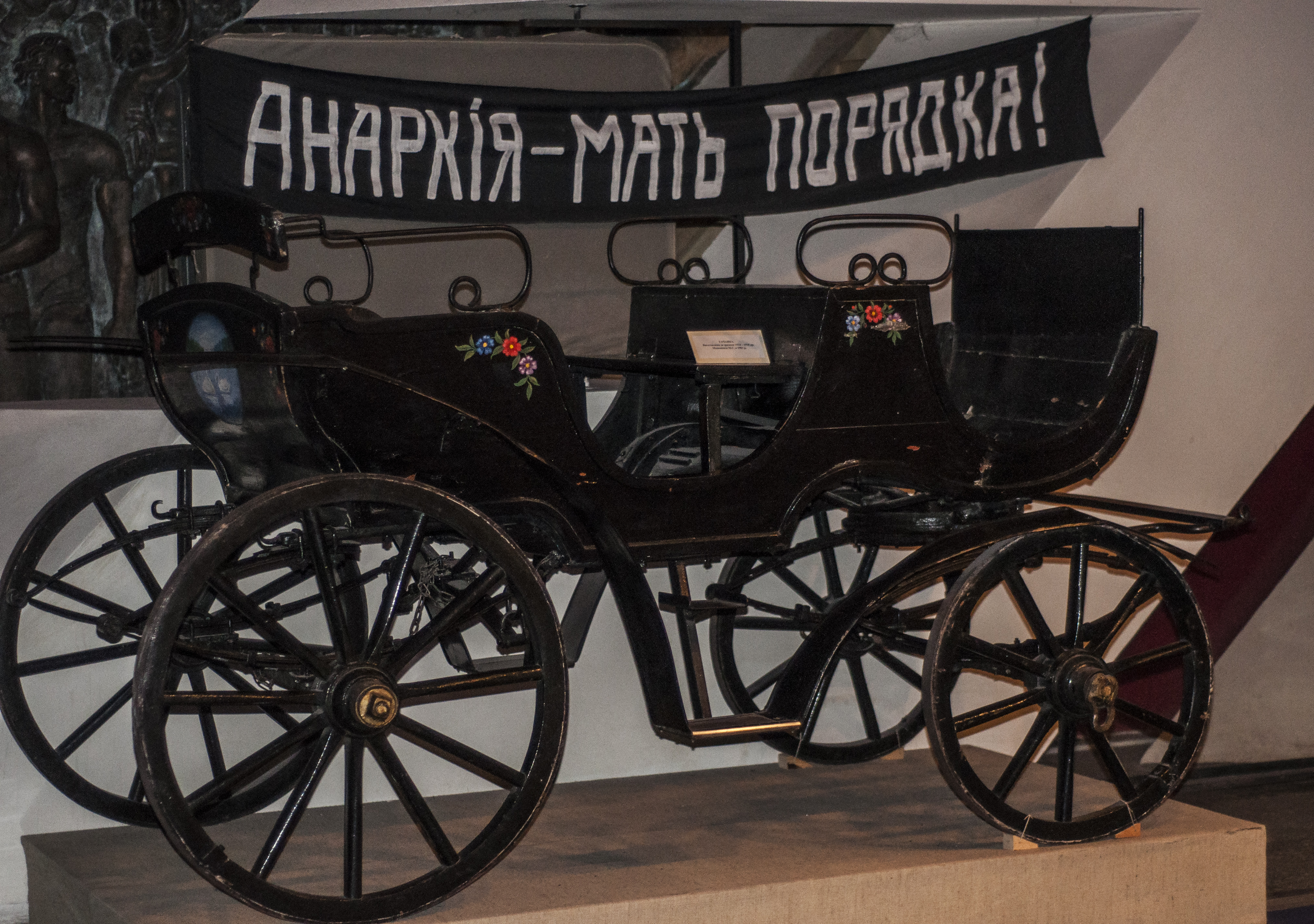
Тачанка армии Нестора Махно в Музее истории Каменского

«Анархия — мать порядка» — высказывание теоретика революции и анархизма Пьера Жозефа Прудона (1809—1865).
Полная цитата из книги «Решение социального вопроса», опубликованной в 1848 году: «Республика есть позитивная анархия […] Это взаимная свобода […]; свобода — не дочь, а мать порядка!» (фр. la liberté non pas fille de l'ordre, mais MÈRE de l'ordre).
Согласно теории Прудона, в результате свободного от произвола власти мышления, человечество придёт к федеративному, децентрализованному и самоуправляемому укладу. По мнению анархистов, фраза «анархия — мать порядка» обозначает идею о том, что отношения между людьми и организации, предназначенные для удовлетворения всевозможных человеческих потребностей и интересов, могут строиться на принципах добровольности, равноправия и взаимопомощи; люди могут относиться друг к другу уважительно и с пониманием просто потому, что так удобнее всем, а не под угрозой насилия и уголовного преследования. Таким образом, анархия должна стать матерью будущего общественного порядка.
В ироническом контексте выражение используется как комментарий к попытке ввести беспорядок и дезорганизацию под предлогом наилучшего устройства дел якобы во имя наведения порядка.

А в круге, используемая как символ анархии

## Употребление
- Фраза «анархия — мать порядка» стала девизом многих анархистских групп. Например, «Вольная боевая дружина» М. Никифоровой использовала в качестве знамени чёрное полотнище из шёлка с надписью «Анархия — мать порядка»
- Надпись «анархия — мать порядка» на чёрном флаге встречается в повозке атамана Гната Бурнаша в фильме «Неуловимые мстители»
- В символике анархизма

### В кинематографе
- Ноль за поведение / Zéro de Conduite: Jeunes diables au collège (Франция, 1933)
- Вива, Сапата! / Viva, Zapata! (США, 1952)
- Леди Л. / Lady L.  (Франция, Италия, Великобритания, 1965)
- Лето в Японии: двойное самоубийство / Muri shinju: Nihon no natsu (Япония, 1967)
- Эрос + убийство / Eros + Massacre (Япония, 1969)
- Убийство Троцкого / The Assassination of Trotsky (Италия, Франция, Великобритания, 1972)
- Восстание в Патагонии / La Patagonia rebelde (Аргентина, 1974)
- Анархистки / Libertarias (Испания, Италия, Бельгия, 1996)
- Анархисты / Anakiseuteu (Южная Корея, Китай, 2000)
- Настольная книга анархиста (Поваренная книга анархиста) / The Anarchist Cookbook (США, 2002)
- Что делать в случае пожара? / Was tun, wenn′s brennt? (Германия, 2001)
- Жена анархиста / The Anarchist′s Wife (Германия, Испания, Франция, 2008)